# Isla de Banks
La isla de Banks (del inglés: Banks Island) es una de las mayores islas del archipiélago ártico canadiense, localizada en su extremo oeste.
Administrativamente pertenece a los Territorios del Noroeste, Canadá, en la región Inuvik.
La Isla Banks, emerge como un área de creciente interés para el desarrollo económico debido a sus vastos recursos naturales y su ubicación estratégica. En medio de un entorno desafiante y único, la isla ofrece una serie de oportunidades económicas que podrían transformar la región y contribuir al crecimiento de las economías locales y nacionales.

## Geografía

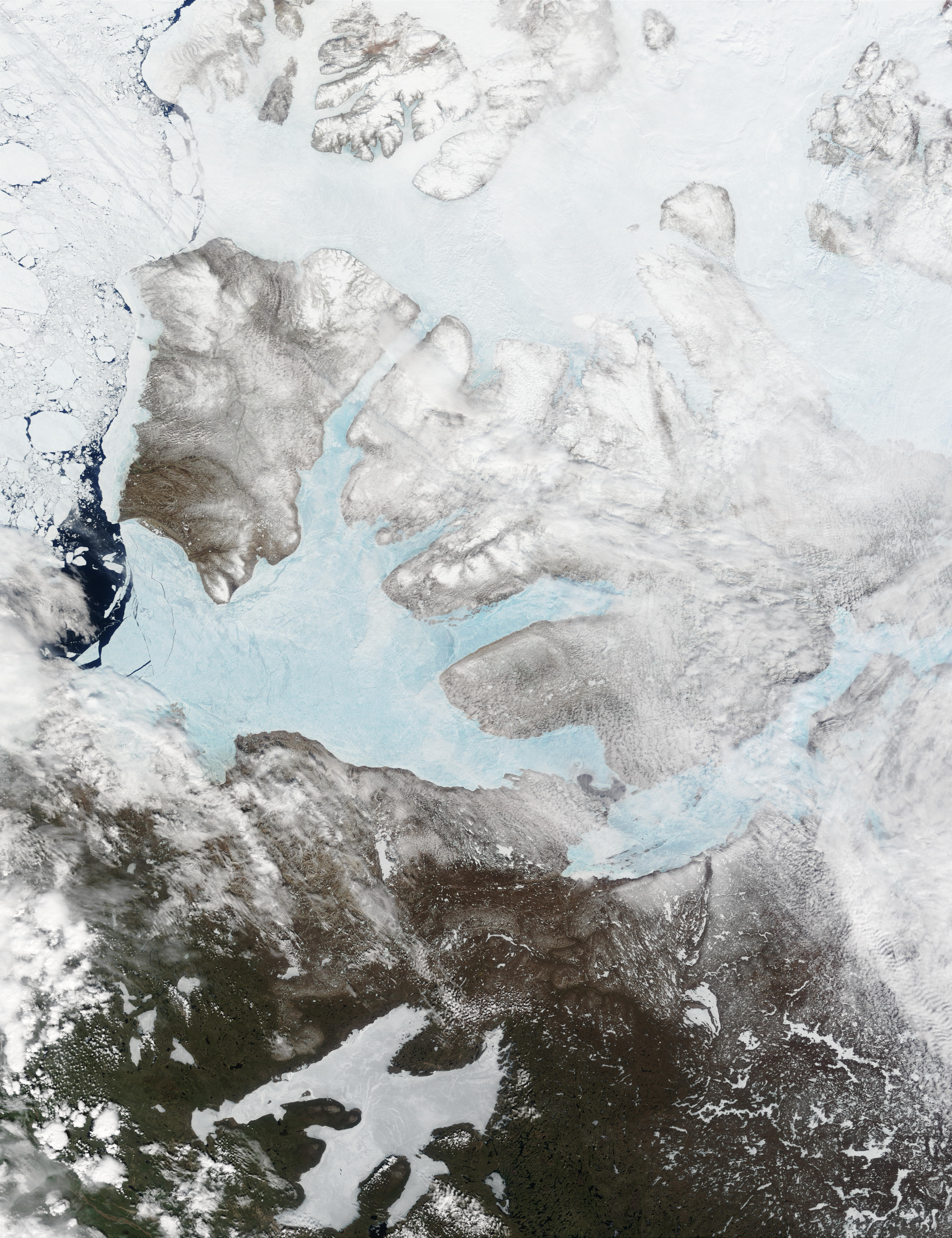
Imagen espectroradiométrica mostrando la isla de Banks (arriba a la izquierda) y la isla Victoria (a la derecha). A la izquierda, en el centro, el golfo de Amundsen, en azul brillante. En la parte inferior, el Gran Lago del Oso, congelado, y la tundra que está empezando a perder su cubierta de nieve invernal. (junio de 2002).

La isla de Banks tiene una superficie 70.028 km²  y es la 24ª isla más grande del mundo y la 5.ª mayor de Canadá. Tiene, aproximadamente, 380 km de largo, y en su punto más ancho en el extremo norte, 290 km de ancho. El punto más alto de la isla se encuentra en el sur de la misma, Durham Heights con una altura de unos 732 m. Forma parte del archipiélago ártico canadiense, y tenía una población de 114 habitantes en 2001, todos en Sachs Harbour.
La isla de Banks está separada de la isla Victoria, al este, por el estrecho del Príncipe de Gales y de la parte continental, al sur, por el golfo de Amundsen. Su costa oeste está bañada por el mar de Beaufort y al noreste, el estrecho McClure  la separa de la isla de Prince Patrick y de la isla Melville.
El único asentamiento permanente de la isla, del pueblo inuvialuit (un pueblo inuit), es Sachs Harbour o Ikhuak, y se encuentra en la costa suroeste.
El relieve es debido a la erosión provocada por antiguos glaciares y el viento polar. La isla es muy ondulada, cortada por grietas con pronunciados acantilados hasta de una altura de 400 m y por cañones.
El clima es un clima ártico seco, con temperaturas medias en verano que no superan los 6 °C, pero con fuertes variaciones según las grietas. De mitad de mayo a finales de julio, el sol no se pone y de finales de abril a finales de agosto la noche nunca es completa.

## Naturaleza
La isla de Banks es el hogar de dos terceras partes de la población mundial del pequeño ánsar nival, que hacen su camino al continente a través del golfo de Amundsen. Hay una caza de gansos anual en la primavera en Sachs Harbour. La isla forma parte del bioma tundra, con inviernos extremadamente fríos. La isla es el hogar del caribú, oso polar, y aves como el petirrojos y la golondrina. Es destacado que alberga una de las principales poblaciones mundiales de buey almizclero Ovibos moschatus, estimándose que hay 68.788 viviendo en la isla.
El parque nacional Aulavik, una reserva de aves, protege aproximadamente 12.274 km² de tierras bajas del ártico, en el extremo norte de la isla, en la bahía de Thomsen. El parque tiene una fauna ártica particularmente rica, con la mayor concentración de bueyes almizcleros de la Tierra, y es el hogar de los Peary Caribou, en peligro de extinción. El río Thomsen cruza el parque y es el río navegable (de canoa) más septentrional de América del Norte. Los Lagopus muta y los cuervos se consideran las únicas especies de aves que viven durante todo el año en el parque, aunque otras 43 especies diferentes hacen uso de la zona en temporada.
En la isla de Banks se declararon en 1961 dos Santuarios de Aves Migratorias. La isla no tiene árboles y la planta más alta, el sauce ártico (Salix arctica), puede a veces crecer hasta la altura de la rodilla de una persona, pero por lo general no supera los 10 cm.
El primer ejemplar de oso grolar (oso polar-grizzly) encontrado en la naturaleza apareció en la isla de Banks el 16 de abril de 2006, cerca de Sachs Harbour. Fue capturado por Jim Martell, un cazador de Idaho.

## Historia
El nombre de la isla le fue dado en 1819 por sir William Parry en su viaje a la búsqueda del paso del Noroeste, en honor de sir Joseph Banks que dirigía en ese momento la Royal Society. Sin embargo, durante la exploración de la zona de Robert McClure (1850-54) la isla aparecía en los mapas como «isla Baring» (Baring Island).

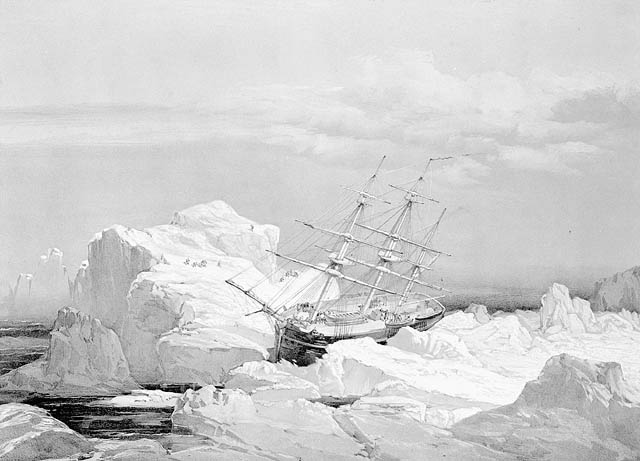
El HMS Investigator, en la «isla de Baring» (hoy isla de Banks, 1851).

## Minería
La isla de Banks es una área remota y accidentada conocida por su único entorno ártico. La minería y la explotación de recursos en una región como esta presentan desafíos y consideraciones específicas. La minería en la Isla Banks implica navegar por desafíos ambientales, logísticos y sociales complejos. Aunque existen beneficios económicos potenciales, el enfoque debe estar en una gestión responsable y sostenible de los recursos para proteger el entorno ártico y respetar los derechos de las comunidades indígenas.
La isla de Banks podría tener depósitos potenciales de carbón y petróleo. Históricamente, se han realizado algunas perforaciones exploratorias en el Archipiélago Ártico para evaluar estos recursos. La isla puede tener diversos depósitos minerales, aunque se necesitarían evaluaciones detalladas para determinar los tipos y cantidades exactas. Los minerales comunes en regiones árticas incluyen metales básicos, metales preciosos y minerales industriales.
La exploración implica mapeo geológico, detección remota y muestreo para localizar y evaluar depósitos minerales. El entorno ártico plantea desafíos significativos para la exploración, incluidos las temperaturas extremas, la cobertura de hielo y el permafrost.
En cuanto a métodos de extracción debido a las condiciones severas, la minería a cielo abierto podría ser desafiante e implicar dificultades logísticas significativas. La explotación subterránea es más factible para depósitos más profundos, pero requiere una infraestructura robusta para manejar el frío y el hielo.
El impacto ambiental es un tema delicado debido a la existencia de un ecosistema frágil, el entorno ártico es particularmente sensible. La minería podría afectar al permafrost, interrumpir la vida silvestre local y llevar a la contaminación de aguas prístinas. Además las actividades mineras podrían agravar los efectos del cambio climático en la región, afectando la estabilidad del hielo y el permafrost.
En lo que respecta a infraestructura el construir infraestructura tal como carreteras, puertos y plantas de procesamiento en el Ártico es desafiante debido a la ubicación remota y las condiciones severas. Por ello el transportar equipos y recursos extraídos requeriría embarcaciones y sistemas de transporte especializados para el Ártico.
El valor potencial de los recursos descubiertos podría ofrecer beneficios económicos significativos. La minería podría crear empleos, tanto directamente en el sector minero como indirectamente en industrias relacionadas. Sin embargo la región está habitada por comunidades indígenas con fuertes vínculos culturales con la tierra. Sus derechos y conocimientos tradicionales son cruciales en cualquier planificación de desarrollo de recursos, y que pueden ejercer sus derechos sociales sobre las decisiones que se deben tomar en la evaluación y autorización de proyectos mineros.
La minería en condiciones árticas presenta riesgos para la salud y seguridad de los trabajadores, incluyendo el frío extremo y el aislamiento. Por otra parte en Canadá, las operaciones mineras están reguladas por los gobiernos federal y territorial, incluyendo evaluaciones ambientales y permisos. Las empresas deben implementar medidas para minimizar el impacto ambiental, incluyendo la gestión de residuos y la protección del hábitat.
Por todo ello es esencial involucrar a las comunidades indígenas para asegurar que se respeten sus derechos y se considere su opinión en la toma de decisiones. Se podrían hacer acuerdos para asegurar que las comunidades locales se beneficien del desarrollo de recursos.
Las consecuencias a largo plazo en cuanto a la gestión de los recursos deben considerar la sostenibilidad; asegurando que la extracción de recursos se gestione de manera sostenible para prevenir la sobreexplotación y el agotamiento. Asdimismo es preciso la planificación para la restauración de las áreas minadas para mitigar el daño ambiental a largo plazo.
La región podría volverse dependiente económicamente de la minería, lo que podría ser riesgoso si fluctúan los precios globales de las materias primas. Adicionalmente deben considerarse implementar estrategias de adaptación tendientes a desarrollar estrategias para adaptarse a las condiciones ambientales cambiantes y gestionar los impactos socioeconómicos de la minería.

### Actividades de exploración minera
Durante las década de 1970 y 1980, el Gobierno de Canadá realizó estudios geológicos y programas de exploración minera en todo el Archipiélago Ártico, incluida la Isla Banks. Estos estudios formaban parte de los esfuerzos más amplios para evaluar los recursos minerales y de hidrocarburos en el Ártico canadiense. El enfoque principal era identificar depósitos potenciales de carbón, petróleo y metales básicos.
Dutrante la década del 2000 Eureka Mining Ltd., una empresa de exploración junior, llevó a cabo actividades de exploración minera en la Isla Banks. La empresa se centró en explorar la isla en busca de depósitos potenciales de metales básicos. El trabajo de exploración incluyó mapeo geológico, muestreo geoquímico y estudios geofísicos para identificar zonas mineralizadas.
A finales de la década del 2000 la empresa Canadian International Exploration (CIE) realizó actividades de exploración en la Isla Banks, enfocándose en metales preciosos y básicos. El programa de exploración incluyó trabajos de campo como el muestreo de rocas, perforación y análisis de datos geofísicos para evaluar el potencial de los recursos minerales en la isla.
En la década del 2010 North Arrow Minerals Inc., conocida por sus actividades de exploración de diamantes, llevó a cabo encuestas en la Isla Banks como parte de su estrategia de exploración más amplia en el Ártico. La empresa exploró en busca de kimberlitas diamantíferas y otros depósitos minerales potenciales. Esto implicó encuestas geológicas, muestreo y perforación para evaluar la presencia de minerales valiosos.
En el año 2015 Aurora Geosciences, una empresa especializada en encuestas geológicas y geofísicas, realizó trabajos de exploración en la Isla Banks para una variedad de recursos minerales. El enfoque incluyó mapeo, análisis geoquímico y estudios geofísicos para identificar depósitos minerales potenciales y evaluar su viabilidad.
En el 2018 Canadian North Resources, una empresa minera y de exploración, realizó actividades de exploración enfocadas en diversos depósitos minerales en la Isla Banks. Los esfuerzos de la empresa incluyeron mapeo geológico, muestreo y perforación para evaluar el potencial mineral de la isla, especialmente para metales básicos y preciosos.